# قائمة الأشخاص الذين عانوا من فقدان الشهية العصبي
قائمة الأشخاص الذين عانوا من فقدان الشهية العصبي
هذه قائمة ديناميكية وقد لا تكون قادرة على تلبية معايير معينة للاكتمال. يمكنك المساعدة عن طريق توسيعها بإدخالات موثوقة.هذه قائمة من الأشخاص البارزين الذين يعانون من فقدان الشهية العصبي. غالباً ما يعرف هذا المرض بأنه فقدان الشهية ، وهو اضطراب في الأكل يتميز برفض الطعام للحفاظ على وزن الجسم السليم والخوف الهوسي من اكتساب الوزن. من المعروف أن اضطرابات الأكل أكثر شيوعًا في الأشخاص الذين ينطوي نشاطهم على تركيز كبير على المظهر، مثل الرياضيين أو المشاهير.  

## الرقص والرياضة
- -كريستي هينريك (لاعبة جمباز أمريكية) [2]
- جيلسي كيركلاند (راقصة بالية أمريكية) [3]
-تينا نوردلوند (لاعب كرة قدم سويدي)  [4]

## موسيقي
- -ميلاني تشيشولم (المغنية البريطانية ) [5]
-كاليب تابيل (الموسيقار الأمريكي، ملوك ليون) [6]
-دانيال جونز (موسيقي روك أسترالي) [7]
-دورلوس أوردان (المغني الأيرلندي / كاتب الأغاني) [8]
-ديانا روس (مغنية أمريكية) [9]
-جاد ثيرلول (المغني البريطاني في فرقة فتاة صغيرة ميكس) [10]

## الأدب
- روبي كوبيرن (الشاعر الأسترالي) [11]
- مايكل كراسنو (كاتب أمريكي) والذي توفي أكتوبر 1997 ، البالغ من العمر 28 عامًا، مؤلف كتاب «حياتي كمريض فقدان الشهية العصبي». [12]

## الإعلام
إيموجين بيلي (عارضة أزياء أسترالية والممثلة) 
 كيت بيكنسيل (الممثلة البريطانية) 
ترويان (الممثلة الأمريكية من المعرض Pretty Little Liars) 
 إيزابيل كارو (الطراز الفرنسي) 
إليسا دونوفان (ممثلة أمريكية) 
فيرا إلين (راقصة أمريكية / ممثلة أمريكية) 
سوزان داي (ممثلة أمريكية) 
 سالي فيلد (الممثلة الأمريكية) 
كاليستا فلوكهارت (الممثلة الأمريكية) 
جين فوندا (ممثلة أمريكية) 
تراسي جولد (الممثلة الأمريكية) 
 نيكي جراهام (شخصية تلفزيون بريطانية) 
لوسي هيل (الممثلة الأمريكية من برنامج Pretty Little Liar 
 فيليسيتي هوفمان (ممثلة أمريكية) 
 كيت ديلون ليفين (عارضة أزياء) 
 ستايسي لندن (مصمم أزياء) 
 إيفانا لينش (الممثلة الأيرلندية لأفلام هاري بوتر)
 باولا ميرونيك (شخصية تلفزيون الواقع الأمريكي)
 باربرا نيفن (الممثلة الأمريكية) 
 ماري كيت أولسن (الممثلة الأمريكية)
 بيلي بايبر (الممثلة البريطانية، المغنية) 
 دينيس كوايد (الممثل الأمريكي) 
 جيلدا رادنر (الممثلة الأمريكية) 
 كريستال رين (النموذج الأمريكي)
 بورتيا دي روسي (الممثلة الأسترالية) 
 بريتاني سنو (الممثلة الأمريكية)
 ريتشارد سيمونز (خبير اللياقة البدنية الأمريكي، الممثل، والممثل الكوميدي) 
كيت ثورنتون (مقدم برامج التلفزيون البريطاني)
 نيكي دوبوس (عارضة أزياء أمريكية وممثلة) 
 

## شخصيات عامة أخري
- أليجرا فيرساتشي (وريثة ماركة أزياء فيرساتشي، ابنة دوناتيلا فيرساتشي)[41]
- فيكتوريا، ولي عهد السويد (وريثة للعهد الملكي السويدي) [42]
- شيللي يود [43]

## References
1. ↑  "Anorexia Nervosa and Bulimia Nervosa." The New Harvard Guide to Women's Health Cambridge: Harvard University Press, 2004. Credo Reference. Web. Accessed 25 August 2011. نسخة محفوظة 31 مارس 2019 على موقع واي باك مشين.
2. ↑  Pace، Eric (28 يوليو 1994). "Obituary: Christy Henrich, 22, Gymnast Who Suffered From Anorexia". New York Times. مؤرشف من الأصل في 2018-07-29. اطلع عليه بتاريخ 2016-08-22.
3. ↑  Kirkland، Gelsey؛ Lawrence، Greg (1992). Dancing on my grave : an autobiography (ط. Berkley). New York: Berkley Books. ISBN:978-0-425-13500-6. مؤرشف من الأصل في 2019-12-17.
4. ↑  Björn Malmström (30 Nov 2002). "Drabbad av anorexia - Nordlund lägger av". svenskfotboll.se (بالسويدية). SvD.se. Archived from the original on 2014-03-10. Retrieved 2011-09-30.
5. ↑  Paul O'Rourke (7 مارس 2007). "Melanie C on The Truth About Size Zero". مؤرشف من الأصل في 2009-07-08 – عبر YouTube.
6. ↑  "Kings of Leon's Caleb Followill Admits to Struggling With Anorexia". مؤرشف من الأصل في 2016-03-06.
7. ↑  Sams، Christine (6 يونيو 2004). "Anorexia almost killed me: Daniel Johns". سيدني مورنينغ هيرالد. مؤرشف من الأصل في 2018-05-19. اطلع عليه بتاريخ 2008-05-01.
8. ↑  "Dolores O'Riordan opens up about her darkest days". 27 أبريل 2014. مؤرشف من الأصل في 2016-03-04. اطلع عليه بتاريخ 2014-04-27.
9. ↑  Ross, D., (1993). DIANA ROSS MEMOIRS: Secrets of a sparrow New York, NY: Villard Books.
10. ↑  Bacardi، Francesca (20 أكتوبر 2016). "Little Mix's Jade Thirlwall Opens Up About Anorexia Battle". E! Online. مؤرشف من الأصل في 2018-06-23.
11. ↑  "Robbie Coburn". 11 سبتمبر 2016. مؤرشف من الأصل في 2019-02-16.
12. ↑  Krasnow، Michael (1996). My Life as a Male Anorexic. New York: Harrington Park Press. ISBN:0789060299.
13. ↑  "Archived copy". مؤرشف من الأصل في 2014-10-06. اطلع عليه بتاريخ 2014-10-06.{{استشهاد ويب}}:  صيانة الاستشهاد: الأرشيف كعنوان (link)CS1 maint: Archived copy as title (link)
14. ↑  Sandell, Laurie (31 Mar 2007). "Kate Beckinsale". Glamour (بالإنجليزية). Archived from the original on 2019-12-17.
15. ↑  Gruttadaro، Andrew (6 يناير 2014). "Troian Bellisario Reveals: I Self-Harmed & Had An Eating Disorder". مؤرشف من الأصل في 2019-02-14.
16. ↑  "Anorexia a spring thing: doc". New York Post. 29 أبريل 2011. مؤرشف من الأصل في 2013-06-06.
17. ↑  "Walking a Thin Line - Scholastic.com". www.scholastic.com. مؤرشف من الأصل في 2018-11-25.
18. ↑  "Vera-Ellen". IMDb. مؤرشف من الأصل في 2018-01-12.
19. ↑  "Partridge Star Susan Dey and her Anorexia battle" en. مؤرشف من الأصل في 2016-08-14. اطلع عليه بتاريخ 2019-12-30. {{استشهاد ويب}}: الوسيط غير صالح |script-title=: بادئة مفقودة (مساعدة)
20. ↑  "Serenely Single". مؤرشف من الأصل في 2016-08-29.
21. ↑  "ENOUGH ROPE with Andrew Denton - episode 94: Jane Fonda (12/09/2005)". abc.net.au. مؤرشف من الأصل في 2016-02-14. اطلع عليه بتاريخ 2011-08-25.
22. ↑  Tracey Gold Puts Anorexia in Reality TV Spotlight - ABC News نسخة محفوظة 04 مارس 2016 على موقع واي باك مشين.
23. ↑  Forrester، Katy (30 يونيو 2015). "Nikki Grahame hits back after Big Brother anorexia comments". Mirror Online. مؤرشف من الأصل في 2018-11-25.
24. ↑  Marcus، Stephanie (7 أغسطس 2012). "Lucy Hale Opens Up About Her Eating Disorder". Huffington Post. مؤرشف من الأصل في 2017-10-07.
25. ↑  Keck، William (21 نوفمبر 2005). "Huffman sitting pretty". USA Today. مؤرشف من الأصل في 2012-02-05.
26. ↑  "Find famous people with Eating Disorders COMPLETE DIRECTORY. updated daily". EDReferral.com. مؤرشف من الأصل في 2016-11-29.
27. ↑  Zuckerman, Suzanne (27 سبتمبر 2012). "Stacy London Reveals Her Struggle with Eating Disorders". بيبول. مؤرشف من الأصل في 2016-09-06. اطلع عليه بتاريخ 2013-01-16.
28. ↑  "(no title)". The Sun. مؤرشف من الأصل في 2016-05-05. {{استشهاد ويب}}: الاستشهاد يستخدم عنوان عام (مساعدة)
29. ↑  Aurthur، Kate (2 مايو 2006). "On MTV's 'Real World' Paula Meronek Deals With a Grim Reality". The New York Times. مؤرشف من الأصل في 2018-11-25.
30. ↑  "Archived copy". مؤرشف من الأصل في 2012-03-20. اطلع عليه بتاريخ 2011-08-25.{{استشهاد ويب}}:  صيانة الاستشهاد: الأرشيف كعنوان (link)CS1 maint: Archived copy as title (link)
31. ↑  Soriano، César G. (22 يونيو 2004). "USATODAY.com - Mary-Kate Olsen seeks treatment for eating disorder". يو إس إيه توداي. [[ماكلين (فرجينيا)|]]. ISSN:0734-7456. مؤرشف من الأصل في 2012-06-27. اطلع عليه بتاريخ 2011-08-25.
32. ↑  Piper, Billie (2007). Growing Pains. London: Hodder & Stoughton. نسخة محفوظة 3 ديسمبر 2016 على موقع واي باك مشين.
33. ↑  Boodman، Sandra (13 مارس 2007). "Eating Disorders: Not Just for Women". واشنطن بوست. مؤرشف من الأصل في 2018-08-18. اطلع عليه بتاريخ 2015-09-27.
34. ↑  "Gilda Radner". مؤرشف من الأصل في 2016-03-04.
35. ↑  Rettberg، Felix (7 أكتوبر 2009). "SPIEGEL Interview With Plus-Size Model: 'I Was Asking How Many Calories Chewing Gum Had'". دير شبيغل. مؤرشف من الأصل في 2011-12-29. اطلع عليه بتاريخ 2011-01-26.
36. ↑  Katrandjian، Olivia (4 نوفمبر 2010). "Portia de Rossi: 'I Would Starve Myself Daily'". ABC News. مؤرشف من الأصل في 2018-06-21.
37. ↑  "My Nine-Year Struggle with Anorexia by Brittany Snow". مؤرشف من الأصل في 2016-04-22.
38. ↑  Spitznagel، Eric (25 أبريل 2012). "Interview with Richard Simmons". صحة الرجل (مجلة). مؤرشف من الأصل في 2018-01-28. اطلع عليه بتاريخ 2016-05-31.
39. ↑  Caroe، Laura (16 يناير 2012). "TV host Kate Thornton  on her anorexia hell". The Sun. مؤرشف من الأصل في 2018-11-25.
40. ↑  "Model's Addiction and Eating Disorder Nightmare". www.thedoctorstv.com. 9 نوفمبر 2016. مؤرشف من الأصل في 2018-11-26.
41. ↑  Popham، Peter (29 مارس 2007). "The Versace family: Allegra and the curse of anorexia". ذي إندبندنت. لندن: INM. ISSN:0951-9467. OCLC:185201487. مؤرشف من الأصل في 2011-08-10. اطلع عليه بتاريخ 2011-08-25.
42. ↑  Rönn, Cina (28 May 1999). "'Det var en jätte-jobbig tid för mig'". Aftonbladet (بالسويدية). Archived from the original on 2016-03-03. Retrieved 2010-06-18.
43. ↑  "Hoosier beauty queen, recalling bouts with anorexia nervosa, admits she was. . .STARVING INSIDE". Indianapolis Star. 29 أغسطس 1993. مؤرشف من الأصل في 2018-04-30.